# Mimosa corynadenia
Mimosa corynadenia är en ärtväxtart som beskrevs av Nathaniel Lord Britton och Joseph Nelson Rose. Mimosa corynadenia ingår i släktet mimosor, och familjen ärtväxter. Inga underarter finns listade i Catalogue of Life.